# Microondas

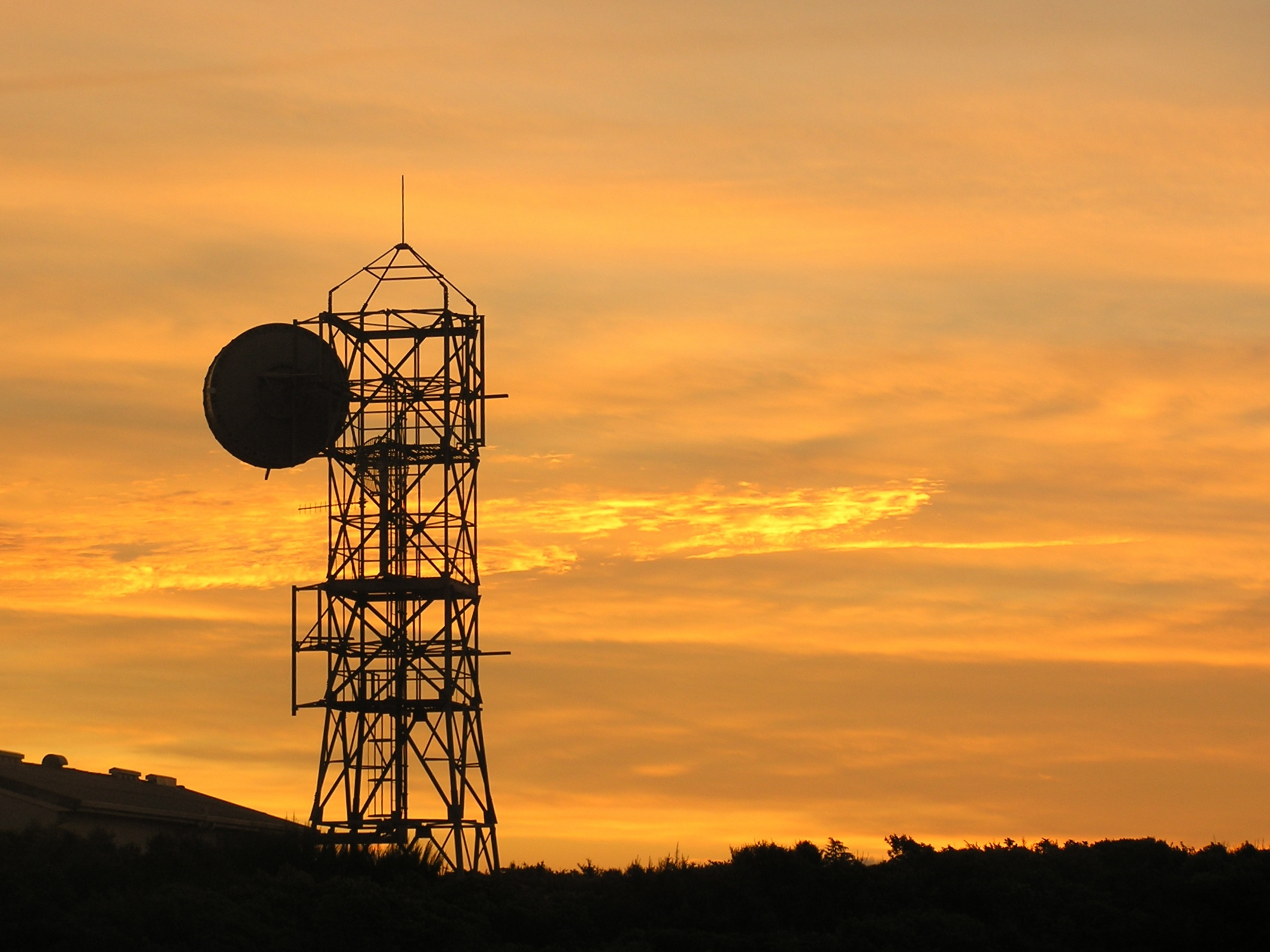
Torre de telecomunicaciones mediante microondas en Wellington Nueva Zelanda. El rango de frecuencias de microondas es utilizada para transmisiones de televisión (500-900 MHz, dependiendo de los países) o telefonía móvil (850-900 MHz y 1800-1900 MHz).

Se denomina microondas a las ondas electromagnéticas; generalmente entre 300 MHz y 300 GHz, que supone un período de oscilación de (3×10−9 s) a (33×10−12 s) y una longitud de onda en el rango de 1 m a 1 mm. Otras definiciones, por ejemplo las de los estándares IEC 60050 e IEEE 100 sitúan su rango de frecuencias entre 1 GHz y 300 GHz, es decir, longitudes de onda de entre 30 centímetros a 1 milímetro. 
El rango de las microondas está incluido en las bandas de radiofrecuencia, concretamente en las de UHF (ultra-high frequency - frecuencia ultra alta) 0,3-3 GHz, SHF (super-high frequency - frecuencia súper alta) 3-30 GHz y EHF (extremely-high frequency - frecuencia extremadamente alta) 30-300 GHz. Otras bandas de radiofrecuencia incluyen ondas de menor frecuencia y mayor longitud de onda que las microondas. Las microondas de mayor frecuencia y menor longitud de onda —en el orden de milímetros— se denominan ondas milimétricas.
La existencia de ondas electromagnéticas, de las cuales las microondas forman parte, fueron predichas por Maxwell en 1864 a partir de sus famosas Ecuaciones de Maxwell. En 1888, Heinrich Rudolf Hertz fue el primero en demostrar la existencia de ondas electromagnéticas mediante la construcción de un aparato para generar y detectar ondas de radiofrecuencia.
Las microondas pueden ser generadas de varias maneras, generalmente divididas en dos categorías: dispositivos de estado sólido y dispositivos basados en tubos de vacío. Los dispositivos de estado sólido para microondas están basados en semiconductores de  silicio o arseniuro de galio, e incluyen transistores de efecto campo (FET), transistores de unión bipolar (BJT), diodos Gunn y diodos IMPATT. Se han desarrollado versiones especializadas de transistores estándar para altas velocidades que se usan comúnmente en aplicaciones de microondas. 
Los dispositivos basados en tubos de vacío operan teniendo en cuenta el movimiento balístico de un electrón en el vacío bajo la influencia de campos eléctricos o magnéticos, entre los que se incluyen el magnetrón, el klistrón, el tubo de onda progresiva(TWT) y el girotrón.

## Propagación

La atenuación atmosférica de las microondas y la radiación infrarroja lejana en aire seco con un nivel de vapor de agua precipitable de 0,001 mm. Los picos descendentes del gráfico corresponden a las frecuencias en las que las microondas se absorben con mayor intensidad. Este gráfico incluye un rango de frecuencias de 0 a 1 THz; las microondas son el subconjunto en el rango entre 0,3 y 300 gigahercios.

A diferencia de las ondas de radio de baja frecuencia, no viajan como ondas de superficie que siguen el contorno de la Tierra, ni se reflejan en la ionosfera. Aunque en el extremo inferior de la banda pueden atravesar las paredes de los edificios lo suficiente para una recepción útil, normalmente se requieren derechos de paso despejados hasta la primera zona de Fresnel.  Por lo tanto, en la superficie de la Tierra, los enlaces de comunicación por microondas están limitados por el horizonte visual a unas 30-40 millas (48,3-64,4 km). Las microondas son absorbidas por la humedad de la atmósfera, y la atenuación aumenta con la frecuencia, convirtiéndose en un factor significativo (desvanecimiento por lluvia) en el extremo superior de la banda.   A partir de unos 40 GHz, los gases atmosféricos también empiezan a absorber las microondas, por lo que por encima de esta frecuencia la transmisión de microondas se limita a unos pocos kilómetros.   La estructura de bandas espectrales provoca picos de absorción en frecuencias específicas (véase el gráfico de la derecha). Por encima de 100 GHz, la absorción de radiación electromagnética por la atmósfera terrestre es tan grande que, en efecto, es opaca, hasta que la atmósfera vuelve a ser transparente en los rangos de frecuencia denominados infrarrojo y ventana óptica.

### Troposcatter
En un haz de microondas dirigido en ángulo hacia el cielo, una pequeña cantidad de la potencia se dispersará aleatoriamente cuando el haz atraviese la troposfera. Un receptor sensible más allá del horizonte con una antena de alta ganancia enfocada hacia esa zona de la troposfera puede captar la señal.  Esta técnica se ha utilizado en frecuencias entre 0,45 y 5 GHz en sistemas de comunicación de dispersión troposférica (troposcatter) para comunicarse más allá del horizonte, a distancias de hasta 300 km.

## Etimología de la palabra
Proviene del prefijo «Micro-» (del griego μικρό [mikró]) que significa «pequeño» y la palabra «ondas». Es decir, las microondas son «pequeñas ondas».

## Fuentes de microondas

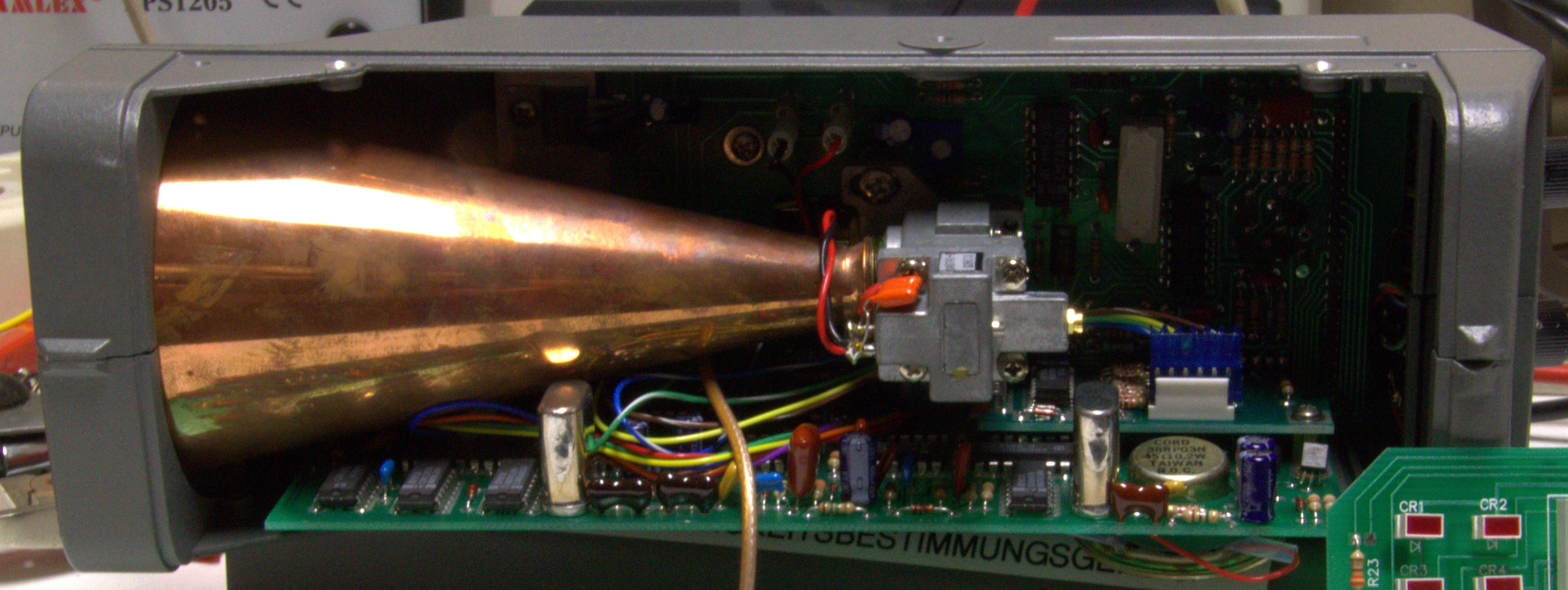
Desmontado el radar de control de velocidad. El conjunto gris unido al extremo de la antena de bocina de color cobre es el diodo Gunn que genera las microondas.

## Antenas

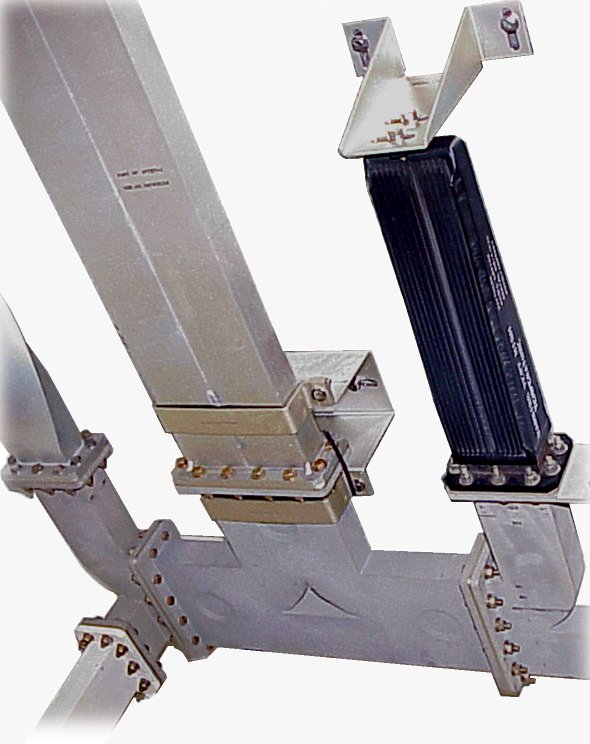
La guía de ondas se utiliza para transportar microondas. Ejemplo de guía de ondas y un diplexor en un radar de control de tráfico aéreo